# Concerto grosso
Concerto grosso là một hình thức âm nhạc baroque, trong đó âm nhạc được chơi truyền giữa một nhóm nhỏ các nghệ sĩ độc tấu và dàn nhạc đầy đủ.
Các hình thức phát triển vào cuối thế kỷ XVII, mặc dù tên gọi này đã không được sử dụng lần đầu tiên. Alessandro Stradella dường như là người tiên phong trong phong cách này. Người đầu tiên sử dụng tên gọi này là Arcangelo Corelli và ông đã ảnh hưởng rất nhiều đến các nhà soạn nhạc thế hệ sau.

## Các nhà soạn nhạc nổi bật
- Alessandro Stradella
- Antonio Vivaldi
- Arcangelo Corelli
- Francesco Geminiani
- Giuseppe Torelli
- Pietro Locatelli